# Aspiração pulmonar
A aspiração pulmonar é a entrada de material, como secreções faríngeas, alimentos ou bebidas ou conteúdo estomacal da orofaringe ou do trato gastrointestinal, na laringe (caixa de voz) e no trato respiratório inferior, as porções do sistema respiratório da traqueia (traquéia) aos pulmões. Uma pessoa pode inalar o material ou pode ser entregue na árvore traqueobrônquica durante a ventilação com pressão positiva. É objeto de maior atenção por parte da especialidade médica da pneumologia e seu CID 10 pode ser J69, J95.4, O29.0, O74.0, O89.0, P24, T17.3 - T17.9 W78 ou W80.
As consequências da aspiração pulmonar variam de nenhuma lesão, a pneumonite química ou pneumonia , até a morte em poucos minutos por asfixia. Essas consequências dependem do volume, composição química, tamanho das partículas e presença de agentes infecciosos no material aspirado e do estado de saúde subjacente da pessoa.
Em pessoas saudáveis, a aspiração de pequenas quantidades de material é comum e raramente resulta em doença ou lesão. Pessoas com doença ou lesão subjacente significativa correm maior risco de desenvolver complicações respiratórias após aspiração pulmonar, especialmente pacientes hospitalizados, devido a certos fatores, como depressão do nível de consciência e defesas das vias aéreas prejudicadas (reflexo de vômito e sistema de defesa antimicrobiana do trato respiratório). O lúmen do brônquio principal direito é mais vertical e ligeiramente mais largo do que o esquerdo, de modo que o material aspirado tem maior probabilidade de acabar neste brônquio ou em uma de suas bifurcações subsequentes.
Estima-se que cerca de 3,6 milhões de casos de aspiração pulmonar ou corpos estranhso nas vias aéreas ocorreram em 2013.

### Consequências

#### Relacionado à partículas
A aspiração pulmonar de material em partículas pode resultar em obstrução aguda das vias aéreas, que pode levar rapidamente à morte por hipoxemia arterial.

#### Relacionado ao ácido
A aspiração pulmonar de material ácido (como ácido estomacal) pode produzir uma lesão primária imediata causada pela reação química do ácido com o parênquima pulmonar e uma lesão secundária posterior como resultado da resposta inflamatória subseqüente.

#### Bacteriana
A aspiração pulmonar pode ser seguida por pneumonia bacteriana. A pneumonia por aspiração adquirida na comunidade é geralmente causada por bactérias anaeróbias, enquanto a pneumonia por aspiração adquirida no hospital é mais frequentemente causada por uma flora mista, incluindo bactérias aeróbicas e anaeróbicas.

#### Morte
A aspiração pulmonar resultando em pneumonia, em alguns pacientes, principalmente naqueles com limitações físicas, pode ser fatal. Pessoas famosas como John Bonham morreram disso.

## Fatores de risco
Os fatores de risco para aspiração pulmonar incluem condições que deprimem o nível de consciência (como traumatismo cranioencefálico, intoxicação alcoólica, overdose de drogas e anestesia geral).  Uma diminuição do reflexo de vômito, esfíncter esofágico superior e tônus do esfíncter esofágico inferior, refluxo gastroesofágico, estômago cheio, bem como obesidade, acidente vascular cerebral e gravidez podem aumentar o risco de aspiração no semiconsciente. A Intubação traqueal ou presença de tubo gástrico (por exemplo, um tubo de alimentação ) também pode aumentar o risco.

## Prevenção
Os pulmões são normalmente protegidos contra a aspiração por uma série de reflexos protetores, como tosse e deglutição . Aspiração significativa só pode ocorrer se os reflexos protetores estiverem ausentes ou severamente diminuídos (em doença neurológica, coma, overdose de drogas, sedação ou anestesia geral). Nos cuidados intensivos , sentar os pacientes reduz o risco de aspiração pulmonar e pneumonia associada ao ventilador.
As medidas para prevenir a aspiração dependem da situação e do paciente. Em pacientes com risco iminente de aspiração, a intubação traqueal por um profissional de saúde treinado fornece a melhor proteção. Uma intervenção mais simples que pode ser implementada é colocar o paciente de lado na posição de recuperação (como ensinado nas aulas de primeiros socorros e RCP ), para que qualquer vômito produzido pelo paciente escorra pela boca em vez de voltar para a faringe . Alguns anestesistas usam citrato de sódio para neutralizar o baixo pH do estômago e metoclopramida ou domperidona(agentes pró-cinéticos) para esvaziar o estômago.
Em ambientes veterinários, eméticos podem ser usados para esvaziar o estômago antes da sedação. Devido a problemas crescentes com pacientes que não cumprem as recomendações de jejum antes da cirurgia, alguns hospitais agora também administram rotineiramente eméticos antes da anestesia. Salas cirúrgicas mais novas geralmente são equipadas com vomitórios dedicados a essa finalidade.
Pessoas com distúrbios neurológicos crônicos, por exemplo, após um acidente vascular cerebral, são menos propensas a aspirar líquidos espessos em uma avaliação instrumental da deglutição. No entanto, isso não se traduz necessariamente em risco reduzido de pneumonia na vida real comendo e bebendo.  Além disso, o resíduo faríngeo é mais comum com fluidos muito espessos: isso pode ser aspirado posteriormente e levar a uma pneumonia mais grave.
A localização dos abscessos causados por aspiração depende da posição em que se está. Se estiver sentado ou em pé, o aspirado termina no segmento basal posterior do lobo inferior direito. Se estiver de costas, vai para o segmento superior do lobo inferior direito. Se alguém está deitado do lado direito, vai para o segmento posterior do lobo superior direito, ou o segmento basal posterior do lobo superior direito. Se alguém está deitado sobre seu lado esquerdo do corpo, vai para a língula.